# 壊れた甕 (グルーズの絵画)
『壊れた甕』（こわれたかめ、仏: La Cruche cassée）は、18世紀フランスの画家ジャン＝バティスト・グルーズの最も著名な絵画作品で、ルイ15世の愛人であったデュ・バリー夫人の注文によって制作された。作品は、パリのルーヴル美術館に所蔵されている。
髪に花飾りをさし、胸にピンクのバラの花をつけ、お腹に花束を抱えた少女が泉水の側にたたずんでいる。一見、平凡な風俗画に見えるが、左乳房を露にした少女が手にする割れた甕やむしり取られた花弁が、失われた処女性を表している。グルーズは、壊れた水甕と失われた処女性を結びつけた当時の風刺詩にのっとって、この作品を描いたと言われている。
かすかな官能性を感じさせる少女の愛らしさと、道徳的、教訓的意味との結びつきがグルーズの人気のゆえんであった。グルーズと同時代の学者で啓蒙主義の哲学者であったドニ・ディドロも、この作品にすっかり魅了され、「なんと美しいのだろう! なんと興味深いのだろう!　私自身が彼女の悩みの種であってもかまわない」と述べた。